# Supercoupe d'Allemagne de football 1996
La Supercoupe d'Allemagne 1996 (allemand : DFB-Supercup 1996) est la dixième édition de la Supercoupe d'Allemagne, épreuve qui oppose le champion d'Allemagne au vainqueur de la Coupe d'Allemagne. Disputée le 3 août 1996 au Carl-Benz-Stadion de Mannheim devant 22 000 spectateurs, la rencontre est remportée par le Borussia Dortmund aux dépens du FC Kaiserslautern.

## Feuille de match
| 3 août 1996                                        | Borussia Dortmund | 1-1, 1-1 a.p.                                   | FC Kaiserslautern | Carl-Benz-Stadion, Mannheim                      |                                                  |
|                                                    | Wolters 66e       | (0-0)                                           | 55e Wagner        | Spectateurs : 22 000 Arbitrage : Hans-Peter Best | Spectateurs : 22 000 Arbitrage : Hans-Peter Best |
| Reuter · Möller · Chapuisat · But · Zorc · Weiland | Tirs au but 4-3   | Wagner · Kuka · Schäfer · Ratinho · Lutz · Roos |                   | Spectateurs : 22 000 Arbitrage : Hans-Peter Best | Spectateurs : 22 000 Arbitrage : Hans-Peter Best |

| Dortmund | Kaiserslautern |

| Gardien de but  | 1  | Stefan Klos        |  |     |
| D               | 6  | Matthias Sammer    |  | 91e |
| D               | 15 | Jürgen Kohler      |  | 60e |
| D               | 17 | Jörg Heinrich      |  |     |
| M               | 21 | Carsten Wolters    |  |     |
| M               | 7  | Stefan Reuter      |  |     |
| M               | 8  | Michael Zorc       |  |     |
| M               | 10 | Andreas Möller     |  |     |
| M               | 24 | Dennis Weiland     |  |     |
| A               | 9  | Stéphane Chapuisat |  |     |
| A               | 18 | Lars Ricken        |  | 71e |
| Remplaçants :   |    |                    |  |     |
| D               | 20 | Günter Kutowski    |  | 60e |
| M               | 29 | Vladimir But       |  | 71e |
| M               | 27 | Dennis Vogt        |  | 91e |
| Entraîneur :    |    |                    |  |     |
| Ottmar Hitzfeld |    |                    |  |     |

| Gardien de but | 1  | Andreas Reinke |  |     |
| D              | 6  | Andreas Brehme |  | 99e |
| D              | 24 | Harry Koch     |  |     |
| D              | 20 | Roger Lutz     |  |     |
| M              | 2  | Frank Greiner  |  |     |
| M              | 4  | Axel Roos      |  |     |
| M              | 19 | Oliver Schäfer |  |     |
| M              | 7  | Uwe Wegmann    |  | 91e |
| M              | 8  | Martin Wagner  |  |     |
| A              | 11 | Olaf Marschall |  | 91e |
| A              | 9  | Pavel Kuka     |  |     |
| Remplaçants :  |    |                |  |     |
| M              |    | Andreas Broß   |  | 91e |
| M              | 17 | Ratinho        |  | 91e |
| A              | 18 | Jürgen Rische  |  | 99e |
| Entraîneur :   |    |                |  |     |
| Otto Rehhagel  |    |                |  |     |